# Campionato europeo di pallanuoto 2001 (maschile)
La XXVª edizione del campionato europeo di pallanuoto maschile si è svolta dal 15 al 24 giugno 2001 a Budapest nello Stadio del nuoto Alfréd Hajós, sull'Isola Margherita.
La formula del torneo è stata la stessa delle edizioni più recenti.

La Jugoslavia, all'ultima apparizione internazionale con questa denominazione, ha conquistato il suo secondo titolo europeo.

## Squadre partecipanti
GRUPPO A
- Italia
- Jugoslavia
- Paesi Bassi
- Romania
- Spagna
- Ungheria

GRUPPO B
- Croazia
- Francia
- Germania
- Grecia
- Russia
- Slovacchia

## Fase preliminare

### Gruppo A
|    | Squadra     | Punti | G | V | N | P | GF | GS | DR  |
| -- | ----------- | ----- | - | - | - | - | -- | -- | --- |
| 1. | Jugoslavia  | 10    | 5 | 5 | 0 | 0 | 47 | 32 | +15 |
| 2. | Ungheria    | 8     | 5 | 4 | 0 | 1 | 44 | 30 | +14 |
| 3. | Spagna      | 6     | 5 | 3 | 0 | 2 | 30 | 28 | +2  |
| 4. | Italia      | 4     | 5 | 2 | 0 | 3 | 39 | 35 | +4  |
| 5. | Paesi Bassi | 3     | 5 | 0 | 1 | 4 | 24 | 40 | -16 |
| 6. | Romania     | 1     | 5 | 0 | 1 | 4 | 25 | 44 | -19 |

- 15 giugno

| Jugoslavia | 9 – 7  | Spagna      |
| Ungheria   | 12 – 5 | Romania     |
| Italia     | 10 – 4 | Paesi Bassi |

- 16 giugno

| Jugoslavia | 10 – 7 | Paesi Bassi |
| Italia     | 9 – 4  | Romania     |
| Ungheria   | 7 – 5  | Spagna      |

- 17 giugno

| Ungheria    | 10 – 5 | Italia     |
| Romania     | 5 – 11 | Jugoslavia |
| Paesi Bassi | 4 – 0  | Spagna     |

- 18 giugno

| Jugoslavia  | 8 – 5 | Ungheria |
| Spagna      | 8 – 7 | Italia   |
| Paesi Bassi | 6 – 6 | Romania  |

- 19 giugno

| Italia   | 8 – 9  | Jugoslavia  |
| Ungheria | 10 – 7 | Paesi Bassi |
| Spagna   | 6 – 8  | Romania     |

### Gruppo B
|          | Squadra        | Punti | G | V | N | P | GF | GS | DR  |
| -------- | -------------- | ----- | - | - | - | - | -- | -- | --- |
| 1.       | Grecia         | 9     | 5 | 4 | 1 | 0 | 48 | 35 | +13 |
| 2.       | Croazia        | 6     | 5 | 2 | 2 | 1 | 41 | 31 | +10 |
| 3.       | Russia         | 6     | 5 | 3 | 0 | 2 | 47 | 36 | +11 |
| 4.       | Slovacchia     | 5     | 5 | 2 | 1 | 2 | 48 | 52 | -4  |
| 5.       | Francia        | 2     | 5 | 1 | 0 | 4 | 35 | 33 | +2  |
| 6.       | \| Germania \| | 2     | 5 | 0 | 2 | 3 | 27 | 59 | -32 |
| Germania |                |       |   |   |   |   |    |    |     |

- 15 giugno

| Grecia     | 7 – 4  | Germania |
| Russia     | 13 – 4 | Francia  |
| Slovacchia | 10 – 9 | Croazia  |

- 16 giugno

| Grecia   | 10 – 7 | Russia     |
| Croazia  | 12 – 3 | Francia    |
| Germania | 9 – 9  | Slovacchia |

- 17 giugno

| Croazia    | 8 – 6  | Russia  |
| Slovacchia | 8 – 14 | Grecia  |
| Germania   | 3 – 11 | Francia |

- 18 giugno

| Slovacchia | 13 – 8 | Francia  |
| Russia     | 9 – 6  | Germania |
| Grecia     | 7 – 7  | Croazia  |

- 19 giugno

| Croazia | 5 – 5  | Germania   |
| Russia  | 12 – 8 | Slovacchia |
| Grecia  | 10 – 9 | Francia    |

## Fase finale

### Tabellone
|  | Quarti di finale | Quarti di finale |            |          | Semifinali                | Semifinali                |  |  | Finale | Finale |
|  |                  |                  |            |          |                           |                           |  |  |        |        |
|  |                  |                  |            |          |                           |                           |  |  |        |        |
|  |                  |                  |            |          |                           |                           |  |  |        |        |
|  | Jugoslavia       | 8                |            |          |                           |                           |  |  |        |        |
|  | Jugoslavia       | 8                |            |          |                           |                           |  |  |        |        |
|  | Slovacchia       | 7                |            |          |                           |                           |  |  |        |        |
|  | Slovacchia       | 7                | Jugoslavia | 8        |                           |                           |  |  |        |        |
|  |                  |                  | Jugoslavia | 8        |                           |                           |  |  |        |        |
|  |                  | Croazia          | 6          |          |                           |                           |  |  |        |        |
|  | Croazia          | Croazia          | 6          | 7        |                           |                           |  |  |        |        |
|  | Croazia          |                  |            | 7        |                           |                           |  |  |        |        |
|  | Spagna           | 6                |            |          |                           |                           |  |  |        |        |
|  | Spagna           | 6                | Jugoslavia | 8        |                           |                           |  |  |        |        |
|  |                  |                  | Jugoslavia | 8        |                           |                           |  |  |        |        |
|  |                  | Italia           | 5          |          |                           |                           |  |  |        |        |
|  | Grecia           | Italia           | 5          | 6        |                           |                           |  |  |        |        |
|  | Grecia           |                  |            | 6        |                           |                           |  |  |        |        |
|  | Italia           | 7                |            |          |                           |                           |  |  |        |        |
|  | Italia           | 7                | Italia     | 8        | Finale per il terzo posto | Finale per il terzo posto |  |  |        |        |
|  |                  |                  | Italia     | 8        | Finale per il terzo posto | Finale per il terzo posto |  |  |        |        |
|  |                  | Ungheria         | 7          |          |                           |                           |  |  |        |        |
|  | Ungheria         | Ungheria         | 7          | 10       | Croazia                   | 9                         |  |  |        |        |
|  | Ungheria         |                  |            | 10       | Croazia                   | 9                         |  |  |        |        |
|  | Russia           | 9                |            | Ungheria | 12                        |                           |  |  |        |        |
|  | Russia           | 9                |            |          | 12                        |                           |  |  |        |        |
|  |                  |                  |            |          |                           |                           |  |  |        |        |
|  |                  |                  |            |          |                           |                           |  |  |        |        |

### Quarti di finale
- 21 giugno

| Jugoslavia | 8 – 7  | Slovacchia |
| Croazia    | 7 – 6  | Spagna     |
| Grecia     | 6 – 7  | Italia     |
| Ungheria   | 10 – 9 | Russia     |

### Semifinali
- 22 giugno — 5º/8º posto

| Slovacchia | 5 – 8 | Spagna |
| Grecia     | 4 – 8 | Russia |

- 22 giugno — 1º/4º posto

| Jugoslavia | 8 – 6 | Croazia  |
| Italia     | 8 – 7 | Ungheria |

### Finali
- 22 giugno — 11º posto

| Romania | 9 – 1 | Francia |

- 22 giugno — 9º posto

| Paesi Bassi | 6 – 8 | Germania |

- 23 giugno — 7º posto

| Slovacchia | 4 – 8 | Grecia |

- 23 giugno — 5º posto

| Spagna | 5 – 8 | Russia |

- 24 giugno — Finale per il Bronzo

| Croazia | 9 – 12 | Ungheria |

- 24 giugno — Finale per l'Oro

| Jugoslavia | 8 – 5 | Italia |

## Classifica Finale
| Pos. | Squadra     |
| ---- | ----------- |
|      | Jugoslavia  |
|      | Italia      |
|      | Ungheria    |
| 4    | Croazia     |
| 5    | Russia      |
| 6    | Spagna      |
| 7    | Grecia      |
| 8    | Slovacchia  |
| 9    | Germania    |
| 10   | Paesi Bassi |
| 11   | Romania     |
| 12   | Francia     |